# Фрунзе (Леб'яжівський округ)
Фру́нзе (рос. Фрунзе) — присілок у складі Леб'яжівського округу Курганської області, Росія.
Населення — 51 особа (2010, 84 у 2002).